# AgustaWestland AW119 Koala
Pour les articles homonymes, voir Koala (homonymie).
L'Agusta A.119 Koala nommé AgustaWestland AW119 Koala depuis 2016 est un hélicoptère utilitaire civil léger monomoteur.

## Historique

### Origine
Durant les années 1970, Agusta étudia une version allongée du A.109 pour 11 passagers. Cet appareil baptisé A.119 ne donna pas lieu à réalisation et la désignation A.119 fut reprise en août 1994 pour un autre projet, toujours développé à partir du A.109, mais destiné aux opérateurs privilégiant les coûts d’exploitation au confort et à la flexibilité apportée par la formule bimoteur. C’était donc un hélicoptère aménagé pour 8 passagers (pilote compris) mais monoturbine et reposant sur un train d’atterrissage fixe composé de 2 patins. L’appareil se distinguait par un fuselage particulièrement large pour une machine de cette taille, avec un volume utile d’environ 30 % supérieur à ses concurrents. Ainsi trois passagers pouvaient prendre place côte à côte, et en version sanitaire, la cabine pouvait recevoir 2 civières et 2 assistants médicaux.

### Une mise au point assez longue
Deux prototypes furent construits, le premier [I-KOAL, c/n 14001] étant utilisé initialement pour des essais statiques, tandis que le second [I-KNEW, c/n 14002] prenait l’air en février 1995 avec une turbine Turbomeca Arriel 1 de 800 ch. Le premier prototype rejoignit les essais en vol un peu plus tard, les deux appareils étant présentés au salon du Bourget en juin 1995. La certification était annoncée pour 1997, mais la certification italienne ne fut obtenue qu’en décembre 1999, suivie en février 2000 par la certification FAA. Plusieurs raisons furent invoquées (manque de personnel en raison d’une forte poussée des ventes du A.109E Power, difficultés financières chez Agusta, performances insuffisantes). Ce qui est certain c’est que les prototypes furent reconstruits en 1998 avec une turbine Pratt & Whitney of Canada PT-6B-37, devenant [I-KOAL, c/n 14003] et [I-KNOT, c/n 14004], peints respectivement en jaune et en rouge.
Au cours de l’été 1998, Agusta annonçait avoir totalisé 60 commandes pour un appareil vendu 1,7 million de dollars. Les premières livraisons débutèrent en septembre 2000, le premier exemplaire étant livré à Linfox, entreprise australienne de logistique (VH-FOX, c/n 14007). Le prix de l’appareil était déjà passé à 1,85 million de dollars.

## Production
Les modèles sont fabriqués, dans les années 2010, sur le Northeast Philadelphia Airport aux États-Unis, et sur le site de Leonardo à Vergiate (Varèse) en Italie
. En janvier 2018, environ 300 exemplaires ont été commandés pour quelque 120 clients dans 40 pays et 230 livrés. En date de novembre 2022, plus de 490 commandes ont été enregistrées.

## Les modèles

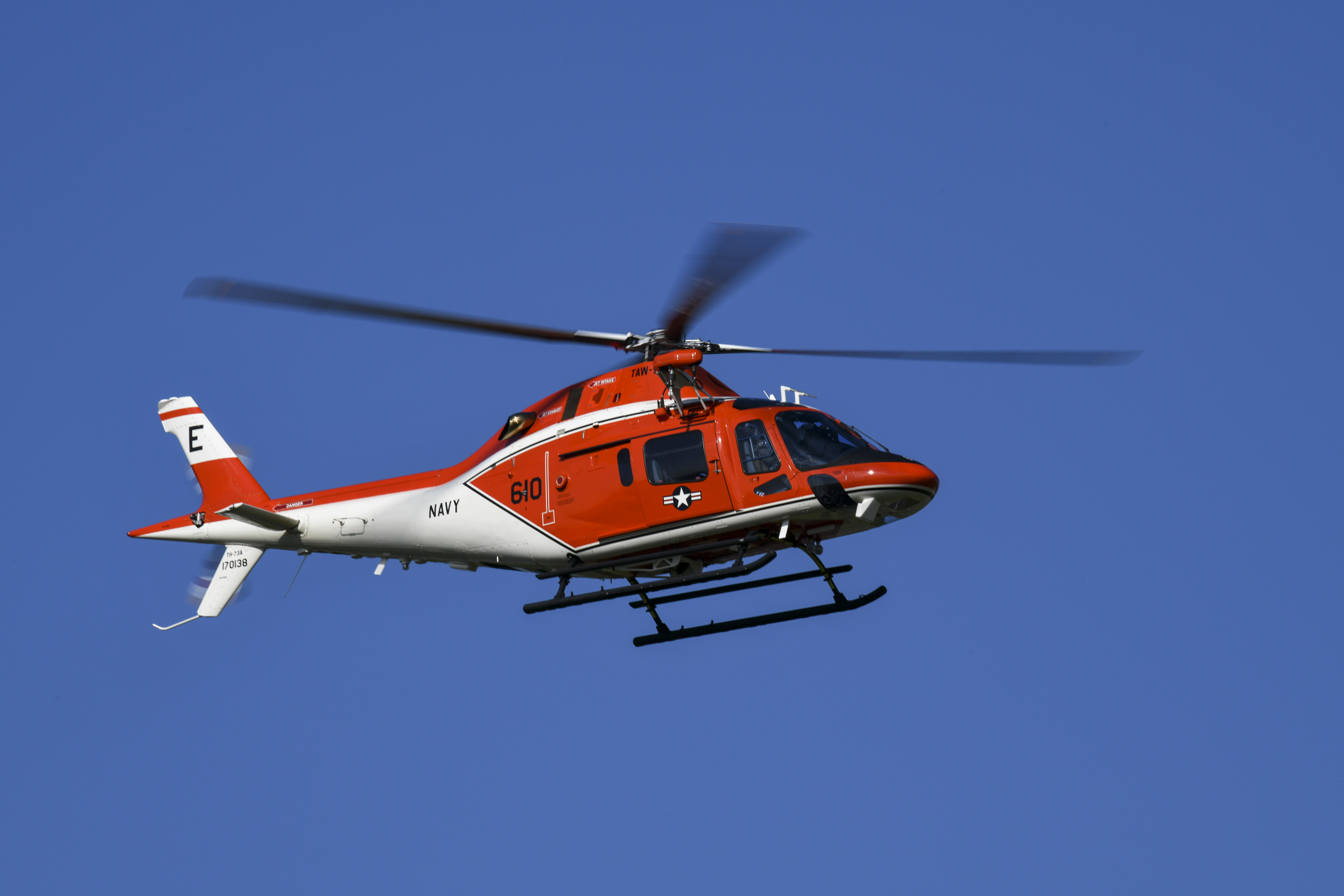
Un TH-73A de l’US Navy.

- A.119 Koala : Première version, 61 appareils construits jusqu'en 2006.
- AgustaWestland AW119Ke : À la suite des accords passés le 26 juillet 2000 entre le groupe italien Finmeccanica SpA (à partir de 2017 Leonardo)[5],[6] et le groupe anglais GKN plc, AgustaWestland fut constituée le 12 février 2001, et cette nouvelle version de l’appareil, apparue en octobre 2005, était donc désignée AW119Ke (Koala enhanced) : Le rotor était modifié, autorisant une baisse de la consommation de carburant ; la masse maximale autorisée est portée à 2 850 kg, les réservoirs agrandis.
- AW.119Kx: Apparue en 2013, dotée d’une avionique Garmin G1000H.
- TH-119 IFR: version militaire pouvant voler avec les règles de vol aux instruments (IFR) proposée à l'United States Navy en vue du remplacement des hélicoptères d'entraînement Bell TH-57 Sea Ranger jusque-là en dotation[7]. Premier vol le 20 décembre 2018[8]. Un premier contrat pour 32 exemplaires est signé le 13 janvier 2020 pour 176,5 millions de dollars américains, et une option pour 36 unités pour 177 millions de dollars est levée en novembre 2020[9]. À cette date, il est prévu jusqu’à 130 appareils[10].
- TH-73 : désignation officielle du TH-119 au sein de l'U.S. Navy[11]. Le premier est livré à Philadelphie le 10 juin 2021[12]. Il a officiellement été baptisé Thrasher[13].

## Utilisateurs civils
- États-Unis :
  - NYPD : 4 AW119Ke en 2012, entrée en service du premier en 2004[14]
- Suisse : 3 Agusta 119 ont été ou sont immatriculés en Suisse, 2 Agusta A119 (HB-ZIU de 2007 à 2013 (Swiss-Jet AG / Air Engiadina AG) et HB-ZKO, Confédération suisse de 2008 à 2018, Heli-Lausanne SA / Orllati Logistique SA depuis 2018) et 1 Agusta A119 MK II (HB-ZUS, Swiss-Jet AG / Air Engiadina AG de 2008 à 2013)[15]

## Utilisateurs militaires
- Algérie : 8 AW119Ke livrés entre 2012 et 2013 à la Force aérienne algérienne[16]
- États-Unis : 130 AW119 prévu . 100 livrés entre le 6 août 2021 et le 17 septembre 2024 à l'United States Navy[17] servant également à la formation de la United States Marine Corps Aviation[11] et de la United States Coast Guard.
- Israël : 7 AW119Kx commandés pour la Force aérienne et spatiale israélienne le 17 février 2019[18]
- Italie : 20 AW119Kx commandés en octobre 2022 pour l'Arme des Carabiniers, livraison entre 2023 et 2026
- Portugal : 5 AW119Kx commandés pour la Force aérienne portugaise en octobre 2018 plus 2 en option, livraison à partir de décembre 2018[19].